# 齿可波西乡
齿可波西乡，是中华人民共和国四川省凉山彝族自治州昭觉县曾经下辖的一个乡。2021年1月12日，撤销齿可波西乡，其所属行政区域为俄尔镇的行政区域。

## 行政区划
齿可波西乡撤销前下辖以下地区：
以火母村、以火此机村、齿可波西村、体口则洛村、洛子阿里村、阿库洛五村、咪色日洛村、纳吉村、俄助溪村和阿子果祖村。